# Panthera tigris tigris
La tigre del Bengala (Panthera tigris tigris Linnaeus, 1758), conosciuta anche come tigre reale del Bengala, è la più comune e diffusa sottospecie di tigre esistente.
È tradizionalmente considerata come la seconda sottospecie per dimensioni dopo la tigre siberiana, ma spesso esemplari che vivono nel Bengala settentrionale sono più grandi delle tigri siberiane. Stando alle attuali conoscenze, acquisite tramite catture eseguite per fini di ricerca, la più pesante tigre del Bengala aveva un peso superiore a quello massimo registrato per le tigri siberiane.
La sottospecie tigre del Bengala (P. tigris tigris) è l'animale nazionale del Bangladesh, mentre la specie tigre (P. tigris) è l'animale nazionale dell'India. È ritenuta da alcuni autori una delle sole due sottospecie di Panthera tigris, insieme a P. t. sondaica, ma ciò è ancora oggetto di dibattito.

## Caratteristiche fisiche

Un esemplare maschio

I maschi di tigre del Bengala misurano generalmente 275–310 cm, coda inclusa; quest'ultima, nei maschi adulti ha generalmente una lunghezza di 85–95 cm; il peso può variare tra 180 e 260 kg, con una media di 200–235 kg. L'esemplare più pesante noto pesava 389,5 kg e misurava 323 cm, da caviglia a caviglia.
Variazioni cromatiche del mantello
- tigre bianca, quando entrambi i genitori, sono portatori del raro gene del mantello bianco e la tigre appare bianca con strisce nere e occhi azzurri;[7]
- tigre dorata (Tiger Golden Tabby o strawberry tiger), con il mantello dorato;[8]
- tigre bianca senza strisce (Stripeless), assenza della maggior parte delle strisce che normalmente caratterizzano la tigre bianca, rendendo l'animale di un colore somigliante al bianco puro (ciò però non le rende delle vere albine), con occhi argentati;[9]

la colorazione bianca e dorata è presente anche nella tigre siberiana (Panthera tigris altaica).

## Biologia

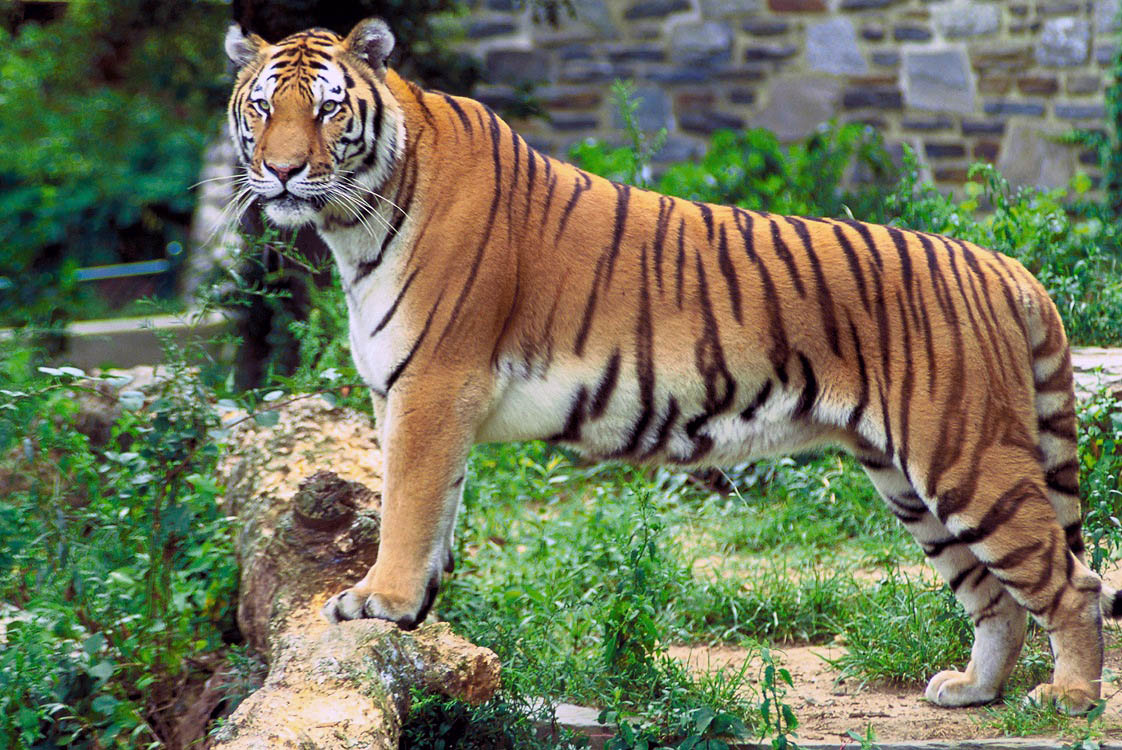
Esemplare di Panthera tigris tigris

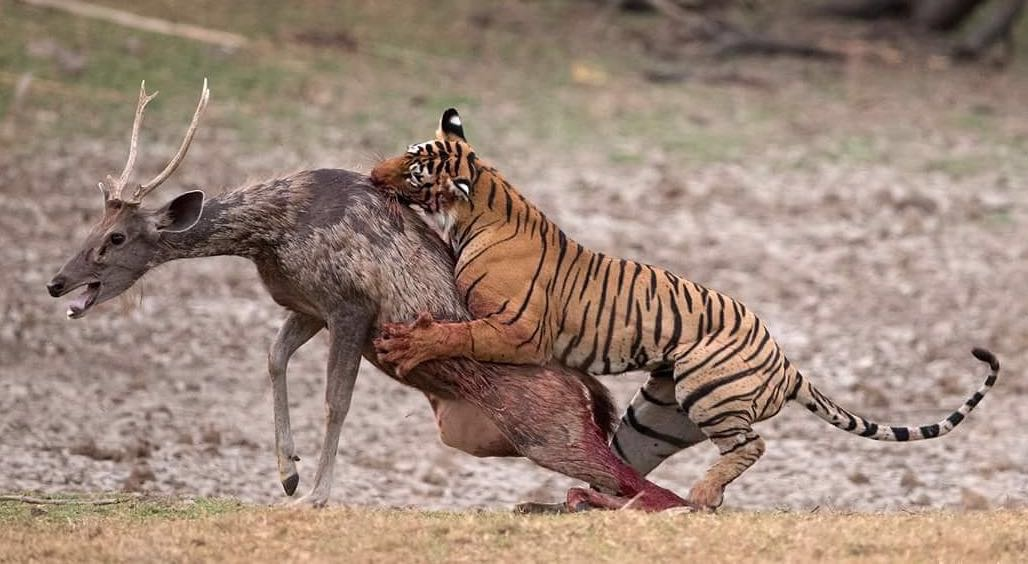
Tigre attacca un Sambar a Ranthambore

La tigre del Bengala è un animale solitario che caccia durante le ore notturne e che non ama spartire il proprio territorio con altre tigri o altri animali. Per scoraggiare gli intrusi, tutte le tigri marcano il loro territorio con l'urina, la quale contiene delle secrezioni dall'odore molto intenso che segnalano la loro presenza. Un altro metodo che impiegano consiste nel lacerare la corteccia degli alberi con gli artigli.
È difficile seguire le tracce di una tigre del Bengala perché, nonostante la sua taglia imponente, questo felino è di natura discreta e timida. L'animale è solito ricoprire gli escrementi con la terra e spesso trascina i resti delle sue prede in mezzo ai cespugli. Alle volte arriva persino a ricoprirli di foglie morte per essere sicuro che nessun altro potrà approfittarne in sua assenza. Durante le ore diurne riesce a mimetizzarsi nel folto dell'erba degli elefanti, una pianta appartenente al genere Miscanthus tipica dell'ambiente di vita di questo felino e che può raggiungere un'altezza di quasi 10 metri.
Le tigri uccidono la loro preda schiacciandola a terra e rompendole la spina dorsale (metodo preferito per le prede di dimensioni medio-piccole), o strangolandola con un potente morso al collo (metodo preferito per le prede di dimensioni medio-grandi). L'animale ucciso viene quindi trascinato verso un luogo sicuro dove viene consumato. Alle volte cacciano tendendo agguati in vicinanza delle pozze di abbeveraggio e catturando anche animali nuotatori. La tigre del Bengala può consumare fino a 18 kg di carne a pasto e poi rimanere senza mangiare per giorni.
Come tutte le tigri è un predatore e si nutre normalmente di mammiferi di taglia medio-grande, come conigli, bufali d'acqua, cervi pomellati, cinghiali, bestiame, gaur e sambar. È però noto anche cibarsi di giovani elefanti e piccoli di rinoceronte. Generalmente le tigri non attaccano individui adulti di elefante o di rinoceronte, ma questo tipo di predazione può verificarsi, come documentato dall'organizzazione WWF che si è presa cura di un orfano di rinoceronte la cui madre era stata uccisa da una tigre. Prede possibili ma non comuni nella dieta di una tigre del Bengala sono il leopardo, il lupo, i coccodrilli e il cane rosso dell'India. Occasionalmente cattura pavoni e, nonostante le sue poderose dimensioni, può arrampicarsi sugli alberi per cacciare primati. Bisogna sapere inoltre che la tigre del Bengala è il solo felino che si nutre di carne che ha già cominciato a decomporsi.

## Distribuzione e habitat
Un tempo viveva in tutta l'India, Nepal, Bhutan, Birmania, Bangladesh, Pakistan del nord e Tibet del sud , mentre nel ventunesimo secolo la razza è scomparsa in Pakistan e sopravvive in piccole zone dell'originaria area di diffusione. Benché si tratti di una specie protetta in tutto il suo areale, le tigri sono minacciate dai bracconieri e dalla pressione umana: ne rimangono 2000 allo stato brado (in Cina ve ne sono solo 10-30 esemplari), ma ve ne sono molte in cattività. Non esiste quasi più nella regione del Rajasthan.
La varietà degli habitat di vita della tigre del Bengala è ampia, includendo le praterie, le foreste pluviali tropicali e subtropicali, macchia a cespugli, foreste umide e decidue e foreste di mangrovie.

## Conservazione

### Popolazione esistente

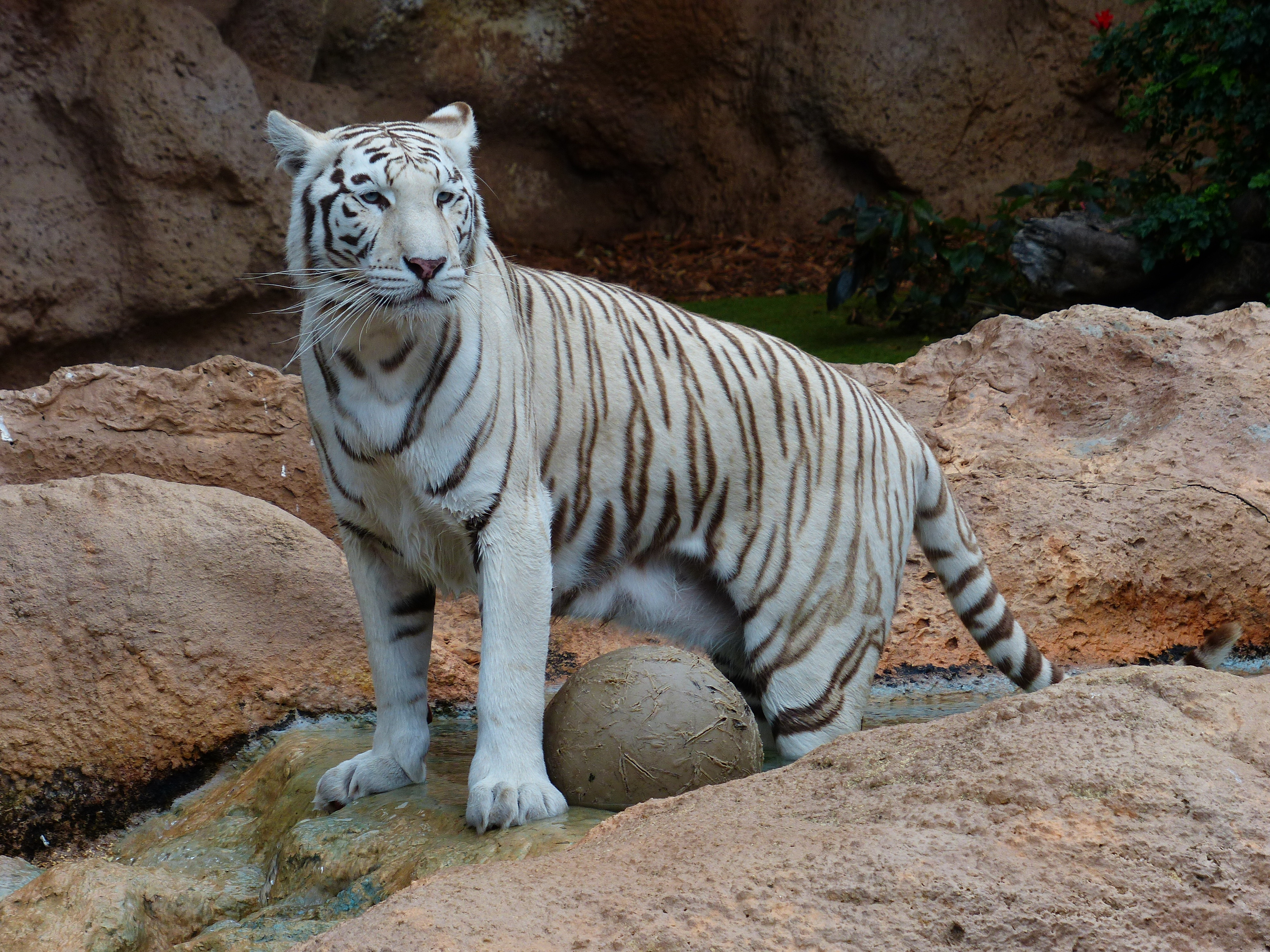
Tigre Bianca del Bengala

Nel 1972, un censimento del Ministero dell'Ambiente indiano stimò il numero delle tigri viventi in India in meno di 2000 esemplari, concentrati in quattro aree principali: la regione ai piedi dell'Himalaya, l'India settentrionale e nord-orientale, le foreste dell'India centrale e orientale e una ristretta area sulla costa sud-occidentale. Per contrastare il pericolo di estinzione il governo indiano mise in atto un incisivo programma di conservazione, denominato Project Tiger, che è riuscito a raddoppiare la consistenza della popolazione: un censimento effettuato nel 1989 ha stimato il numero delle tigri viventi in India in 4334. Tuttavia nei primi anni '90 si è assistito a una inversione della tendenza e il più recente censimento del 1993 ha fatto registrare un declino della popolazione a 3750 esemplari.
Considerando anche le piccole popolazioni di P. t. tigris presenti in Nepal (circa 250 esemplari), Bhutan, Bangladesh e Birmania, la popolazione complessiva di questa sottospecie è di circa 4500 esemplari.
In India esistono 21 aree protette, create specificamente per proteggere le tigri, che coprono un'area complessiva di oltre 30.000 km².

### Inquinamento genetico
Tara, in apparenza una femmina di tigre del Bengala proveniente dallo zoo di Twycross in Inghilterra, nel luglio 1976 era stata allevata in cattività e addestrata da Billy Arjan Singh, un conservazionista, per essere poi rilasciata in natura nel Parco nazionale di Dudhwa, nel Distretto di Lakhimpur Kheri, in India, con il permesso del primo ministro allora in carica, Indira Gandhi. Lo scopo del progetto consisteva nel provare che era possibile reintrodurre con successo in natura individui nati e allevati in cattività. Quando Singh liberò Tara nel parco, era già a conoscenza del fatto che essa aveva una ascendenza mista; nonostante ciò andò avanti malgrado le forti obiezioni al progetto che molti esperti avevano già avanzato persino prima che la tigre arrivasse in India. Anche dopo la messa in libertà dell'animale in natura, Singh ricevette un bombardamento di lettere che affermavano che la contaminazione genetica della popolazione naturale di tigre del Bengala avrebbe prodotto danni irreparabili alla sottospecie. Si diceva che Singh era responsabile di avere liberato un "cocktail genetico" all'interno della riserva per la conservazione della tigre del parco di Dudhwa. Il direttore logistico responsabile della conservazione della tigre nel parco Dudhwa, Ram Lochan Singh, esperto di gestione della fauna protetta, si era opposto fortemente al progetto proprio riferendosi alla possibilità che la tigre fosse portatrice di un pool genico misto.
Nel 1995 fu proprio Billy Singh a osservare e riconoscere, all'interno del parco di Dudhwa, un giovane maschio che presentava le fattezze tipiche delle tigri siberiane: carnagione bianca, pelo chiaro, testa larga e strisce ampie di colore marrone scuro. Grazie a tecniche di analisi genetica, sviluppate solo successivamente, fu dimostrato con il 90% di certezza che geni appartenenti alla sottospecie della tigre siberiana avevano inquinato il pool genico puro della tigre del Bengala, preesistente nel Parco Nazionale di Dudhwa. Fu inoltre provato che il personale dello zoo di Twycross era stato irresponsabile a non mantenere un preciso registro delle genealogie degli animali, fornendo quindi al governo indiano un individuo ibrido tra tigre siberiana e tigre del Bengala.
Negli anni seguenti il rilascio, Tara divenne una "mangiatrice di uomini", responsabile della morte di circa 24 persone, e per questo motivo fu abbattuta con colpi d'arma da fuoco. È ormai noto senza ombra di dubbio che gli animali cresciuti e allevati in cattività diventano spesso un pericolo per l'uomo una volta liberati in natura. Essi infatti non temono l'uomo e non cercano di evitarlo; anzi alle volte associano le persone con la presenza del cibo e quindi vanno in cerca di villaggi.
Le tigri del parco Dudhwa costituiscono circa l'1% della popolazione indiana allo stato naturale ma esiste ora la possibilità che l'inquinamento genetico, attraverso Tara, si diffonda a tigri di altri gruppi; nel peggiore dei casi potrebbe mettere in pericolo l'esistenza della tigre del Bengala in quanto sottospecie distinta.

### Progetto di introduzione in Sudafrica
Nel 2000 John Varty ha avviato un progetto che ha come scopo la reintroduzione di tigri del Bengala allo stato selvatico. Questo progetto prevede di prelevare dei cuccioli nati in cattività, in zoo, e addestrarli in modo che possano riguadagnare i loro istinti predatori. Una volta che avranno dimostrato di potere sopravvivere autonomamente in natura, le tigri verranno messe in libertà in una riserva naturale in Africa. Il compito degli addestratori, John Varty e Dave Salmoni, esperti di zoologia e di addestramento dei grandi felini, è quello di insegnare alle tigri come inseguire furtivamente le prede, come cacciare e, cosa più importante di tutte, a riconoscere l'associazione tra l'attività di caccia e la possibilità di reperire cibo. Si dice che due tigri del Bengala siano già state reinserite in natura con successo e che altre due siano al momento sottoposte al processo di rinselvatichimento. Questo progetto è stato usato come soggetto di un documentario di Discovery Channel intitolato Living With Tigers, che è stato riconosciuto come miglior documentario prodotto da questa emittente nel 2003. Successivamente però è stato dimostrato che questo documentario in realtà era una frode. Le tigri erano incapaci di cacciare ed era la troupe cinematografica a dare la caccia alle prede contro la recinzione e sul percorso seguito dalle tigri. Cory Meacham, un giornalista statunitense che si occupa di questioni ambientali, ha dichiarato che il documentario in questione ha a che fare con la conservazione della tigre quanto un cartone animato di Walt Disney. Inoltre le tigri non sono state veramente liberate e anzi vivono all'interno di un piccolo recinto sotto costante sorveglianza e con frequenti contatti con l'uomo. John Varty, realizzatore del documentario, ha ammesso che il film contiene sequenze false. I conservazionisti, temendo che il pubblico maturasse sfiducia e un'idea fuorviante riguardo ai progetti di conservazione, hanno dichiarato che il progetto non ha mai avuto niente a che vedere con la conservazione, ma solo con il successo televisivo e le opportunità di guadagno.
Delle forti critiche nei confronti di questo progetto sono sorte a causa dei cuccioli scelti. Gli esperti affermano che le quattro tigri (Ron, Julie, Seatao e Shadow) coinvolte nel progetto di reintroduzione dal punto di vista genetico non sono esattamente appartenenti alla sottospecie tigre del Bengala e quindi non dovrebbero essere usate per scopi riproduttivi. Le quattro tigri non sono iscritte nel registro della genealogia delle tigri del Bengala purosangue (Bengal tiger Studbook) e quindi non dovrebbero essere considerate come appartenenti a quella sottospecie. Molte delle tigri tenute negli zoo di tutto il mondo sono geneticamente impure e non c'è ragione di pensare che queste quattro non siano tra di esse. Il registro internazionale delle tigri redatto nel 1997 certifica l'esistenza di una popolazione mondiale di tigri del Bengala tenute in regime di cattività ammontante a 210 individui. L'intera popolazione citata si trova all'interno di zoo situati in India fatta eccezione per una femmina che vive in uno zoo del Nord America. È importante notare che Ron e Julie (due delle tigri coinvolte nel progetto) sono nate negli Stati Uniti e cresciute da genitori umani nello zoo di Bowmanville, in Canada, mentre Seatow and Shadow sono nate in Sud Africa.
È stato recentemente confermato che le tigri coinvolte nel progetto Tiger Canyons derivano da un incrocio tra tigri siberiane e tigri del Bengala. Non è consentito rilasciare in natura individui che non sono geneticamente puri e che perciò non sono adatti a partecipare al Piano di Sopravvivenza della tigre, che ha lo scopo di preservare questa specie facendo riprodurre esclusivamente individui geneticamente puri.